# Liste von Autoren/E

## Ea
Charles Eastman (1858–1939), (Indianer)
David Easton (1917–2014), CA

## Eb
Martin Ebbertz (* 1962), D
Isabelle Eberhardt (1877–1904), RUS / CH
Georg Ebers (1837–1898), D
David Ebershoff (* 1969), US
Roger Ebert (1942–2013), US
Robert Ebner (1940–2008), D
Marie von Ebner-Eschenbach (1830–1916), AT

## Ec
José Maria Eça de Queiroz (1845–1900), PT
Jean Echenoz (* 1947), FR
Dietrich Eckart (1868–1923), D
Wolfgang U. Eckart (1952–2021), D
Fritz Eckenga (* 1955), D
Christopher Ecker (* 1967), D
Johann Peter Eckermann (1792–1854), D
Allan W. Eckert (1931–2011), US
Fritz Eckhardt (1907–1995), AT
Heinrich Eckmann (1893–1940), D
Umberto Eco (1932–2016), IT

## Ed
David Eddings (1931–2009), US
Leigh Eddings (1937–2007), US
Eric Rucker Eddison (1882–1945), GB
Edmund Edel (1863–1934), D
Peter Edel (1921–1983), D
Gerald M. Edelman (1929–2014), US
Ruth Eder (* 1947), D
Ferit Edgü (1936–2024), TR
Wolfgang Anselm von Edling (1741–1794), AT
Kasimir Edschmid (1890–1966), D
Esi Edugyan (* 1977), CAN
Cordelia Edvardson (1929–2012), SE
Blake Edwards (1922–2010), US
Åke Edwardson (* 1953), SE

## Ee
- Georges Eekhoud (1854–1927), BELG

## Ef
George Alec Effinger (1947–2002), US
Victor Eftimiu (1889–1972), RO

## Eg
Greg Egan (* 1961), AUS
Axel Eggebrecht (1899–1991), D
Dave Eggers (* 1970), US
Kurt Eggers (1905–1943), D
Fabre d’Églantine (1750–1794), F
Werner J. Egli (* 1943), CH
Eugen Egner (* 1951), D

## Eh
Andres Ehin (1940–2011), EE
Ursula Ehler (1939–2024), D
Ilja Ehrenburg (1891–1967), RUS
Serge Ehrensperger (1935–2013), CH
Albert Ehrenstein (1885–1951), D

## Ei
Karl Eibl (1940–2014), D
Clemens Eich (1954–1998), D
Günter Eich (1907–1972), D
Heinrich Eichen (1905–1986), D
Boris Eichenbaum (1886–1959), RUS
Joseph Freiherr von Eichendorff (1788–1857), D
Dietrich Eichholtz (1930–2016), D
Bernd Eilert (* 1949), D
Albert Einstein (1879–1955), D / CH
Carl Einstein (1885–1940), D
Paul Eipper (1891–1964), D
Peter Eisenberg (* 1940), D
Helmut Eisendle (1939–2003), AT
John Eisenhower (1922–2013), US
Herbert Eisenreich (1925–1986), AT
Gottfried Eisermann (1918–2014), D
Kurt Eisner (1867–1919), D

## Ej
Jakob Ejersbo (1968–2008), DK

## Ek
Alice M. Ekert-Rotholz (1900–1995), D
Kerstin Ekman (* 1933), SE

## El
Johanna Elberskirchen (1864–1943), D
İsmet Elçi (* 1964), TR / D
Suzette Haden Elgin (1936–2015), US
Mircea Eliade (1907–1986), RO
Norbert Elias (1897–1990), D / GB
George Eliot, eigentlich Mary Ann Evans (1819–1880), GB
T. S. Eliot (1888–1965), US / GB
William B. Ellern (* 1933)
Ebenezer Elliott (1781–1849), GB
Bret Easton Ellis (* 1964), US
Harlan Ellison (1934–2018), US
Ralph Ellison (1914–1994), US
Richard Ellmann (1918–1987), US
Albert Ellmenreich (1816–1905), D
Friederike Ellmenreich (1775–1845), D
James Ellroy (* 1948), US
Heinrich Elmenhorst (1632–1704), D
Jürgen Elsässer (* 1957), D
Hartmut Elsenhans (1941–2024), D
Franz von Elsholtz (1791–1872), D
Robert Elsie (1950–2017)
Gisela Elsner (1937–1992), D
Willem Elsschot (1882–1960), NL
Paul Éluard (1895–1952), FR
Roger Elwood (* 1933), US
Odysseas Elytis (1911–1996), GR

## Em
Carolin Emcke (* 1967), D
Ralph Waldo Emerson (1803–1882), US
Mihai Eminescu (1850–1889), RO
Pierre Emmanuel (1916–1984), F
Empedokles (~494 v.C.–434 v.C), GR
Rudolf von Ems (~1200–1254), D

## En
Mathias Énard (* 1972), FR
Encheduanna (~2300 v.C.–?)
Michael Ende (1929–1995), D
Klaus Ender (1939–2021), D/AT
Adolf Endler (1930–2009), D
Shusaku Endo (1923–1996), JP
Elke Endraß (* 1959), D
Ria Endres (* 1946), D
F. William Engdahl (* 1944), US
Gerrit Engelke (1890–1918), D
Heiko Engelkes (1933–2008), D
Bernt Engelmann (1921–1994), D
Peter Engelmann (* 1947), D / AT
Aydın Engin (1941–2022), TR/D
Osman Engin (* 1960), D
Selli Engler (1899–1972), D
Peter Englund (* 1957), SE
Enheduanna (um 2300 v. Chr.)
Werner Enke (* 1941), D
Quintus Ennius (239–169 v. Chr.)
Per Olov Enquist (1934–2020), SE
Anne Enright (* 1962), IRL
Peter Ensikat (1941–2013), D
Jean-Paul Enthoven (* 1949), FR
Raphaël Enthoven (* 1975), FR
Christian Enzensberger (1931–2009), D
Hans Magnus Enzensberger (1929–2022), D
Ulrich Enzensberger (* 1944), D

## Ep
Hans Eppendorfer (1942–1999), D
Erhard Eppler (1926–2019), D
Alek Epstein (* 1975), IL
Helen Epstein (* 1947), US

## Er
Erasmus von Rotterdam (1469–1536), NL
Nazlı Eray (* 1945), TR
Elke Erb (1938–2024), D
Ute Erb (* 1940), D
Leyla Erbil (1931–2013), TR
Ulrich Erckenbrecht (* 1947), D
Richard Erdoes (1912–2008), US
Aslı Erdoğan (* 1967), TR
Louise Erdrich (* 1954), US (Indianerin)
Heinz Erhardt (1909–1979), D
Didier Eribon (* 1953), FR
Steve Erickson (* 1950), US
Steven Erikson, eigentlich Steve Rune Lundin (* 1959), CA
Wolf Erlbruch (1948–2022), D
Maria Erlenberger (* 1948), D
Otto Erler (1872–1943), D
Rainer Erler (1933–2023), D
Otto Ernst (1862–1926), D
Paul Ernst (1866–1933), D
Axel Ertelt (1954–2023), D
Emil Ertl (1860–1935), AT
Bruno Ertler (1889–1927), AT

## Es
Andreas Eschbach (* 1959), D
Wolfram von Eschenbach (~1170–1220), D
Memduh Şevket Esendal (1883–1952), TR
William N. Eskridge (* 1951), US
Bernard d’Espagnat (1921–2015), FR
Javier Abril Espinoza (* 1967), HND
Jörgen von Essen (1862–1921)

Édouard Estaunié (1862–1942), FR
Natalja Estemirowa (1959–2009), RUS
Péter Esterházy (1950–2016), HU
József Eszterhas (* 1944), HU / US

## Et
Anna Ettlinger (1841–1934), D
Johann Christoph Ettner (1654–1724), D

## Eu
Euhemerus (~340 v.C.–~260 v.C.), GR
Herbert Eulenberg (1876–1949), D
Eun Hee-kyung (1959), ROK
Richard Euringer (1891–1953), D
Euripides (480 v.C.–406 v.C.), GR

## Ev
Susan Evance (~1780–?), GB
Janet Evanovich (* 1943), USA
Nicholas Evans (1950–2022), GB
Horst Evers (* 1967), D
Evert Everts (* 1941), D

## Ew
Hanns Heinz Ewers (1871–1943), D

## Ex
Charles Exbrayat (1906–1989), F
Richard Exner (1929–2008), USA / D
Alexandre Olivier Exquemelin (1645–1707), B

## Ey
Erich Eyck (1878–1964), D/GB
Hans Jürgen Eysenck (1916–1997), GB
Max Eyth (1836–1906), D